# Červený Hrádek (Plzeň)
Červený Hrádek je část statutárního města Plzeň a městského obvodu Plzeň 4 v okrese Plzeň-město. Věhlas si Červený Hrádek získal zejména legendárním projevem Milouše Jakeše ve zdejším kulturním domě ze 17. července 1989, ve kterém odsoudil petici Několik vět a další narůstající požadavky demokratizace společnosti. V současnosti se jedná o dynamicky rostoucí okrajovou část Plzně s velkým podílem nově vystavěných domů.
Červený Hrádek je tvořen katastrálním územím Červený Hrádek u Plzně o výměře 4,47 km².

## Historie
První zmínka je z roku 1379, v roce 1445 je připomínána tvrz. Později patřil k Malesicím, střídal majitele a roku 1724 byl zakoupen Plzní. Tvrz stála ještě koncem 18. století, dnes stojí na pozůstatcích tvrziště se zbytkem příkopu dům čp. 5, který obsahuje valeně klenutý suterén z původního sídla.  Druhé vrchnostenské sídlo vzniklo v hospodářském dvoře nejspíše již v 17. století. Po rozparcelování dvora v rámci raabizace roku 1778, bylo sídlu přiděleno čp. 1.

## Pamětihodnosti
- památková zóna lidové architektury vyhlášená 1995
- usedlosti  čp. 1, 3, 4, 5, 9, 13, 14, 19, 23, 26, 29, 30, 36, 37, 39, 50, 68, 68[6]
- kaple svatých Šimona a Judy z přelomu 19. a 20. století
- mohylník Černá myť

## Rodáci
Josef Eret (1892–1973), brigádní generál, účastník l. a ll. odboje